# Lubartów
Pour les articles homonymes, voir Lubartów.
Lubartów (prononciation : [luˈbartuf]) est une ville de la voïvodie de Lublin, dans le sud-est de la Pologne.
Elle est le chef-lieu du powiat de Lubartów et de la gmina de Lubartów.
Sa population s'élevait à 22 554 habitants en 2013, et à 19 734 habitants en 2023.

## Géographie
Lubartów est arrosée par le Wieprz et se trouve à 25 km au nord de Lublin.

## Patrimoine
- Le palais baroque des Lubomirski du XVIIe siècle
- L'église Sainte-Anne (pl), bâtie en 1735 (basilique mineure)
- Le couvent et l'église baroque des Capucins

## Démographie
Données du 31 décembre 2012 .:
| Description        | Total  | Total | Femmes | Femmes | Hommes | Hommes |
| ------------------ | ------ | ----- | ------ | ------ | ------ | ------ |
| Unité              | Nombre | %     | Nombre | %      | Nombre | %      |
| Population         | 22 654 | 100   | 11 868 | 52,4   | 10 786 | 47,6   |
| Densité (hab./km²) | 1629   | 1629  | 853,6  | 853,6  | 775,4  | 775,4  |

## Personnalités liées à la ville
- Bolesław Prus
- Jan Kochanowski
- Rafał Patyra (journaliste sportif et présentateur de télévision)
- Martin Dudzik (directeur de la photographie)
- Lubartów est la ville dont était originaire le père de l’écrivain français Georges Perec.

## Relations internationales

### Jumelages
- Hajdudorog (Hongrie)
- Raseiniai (Lituanie)

## Galerie

Quelques vues de Lubartów
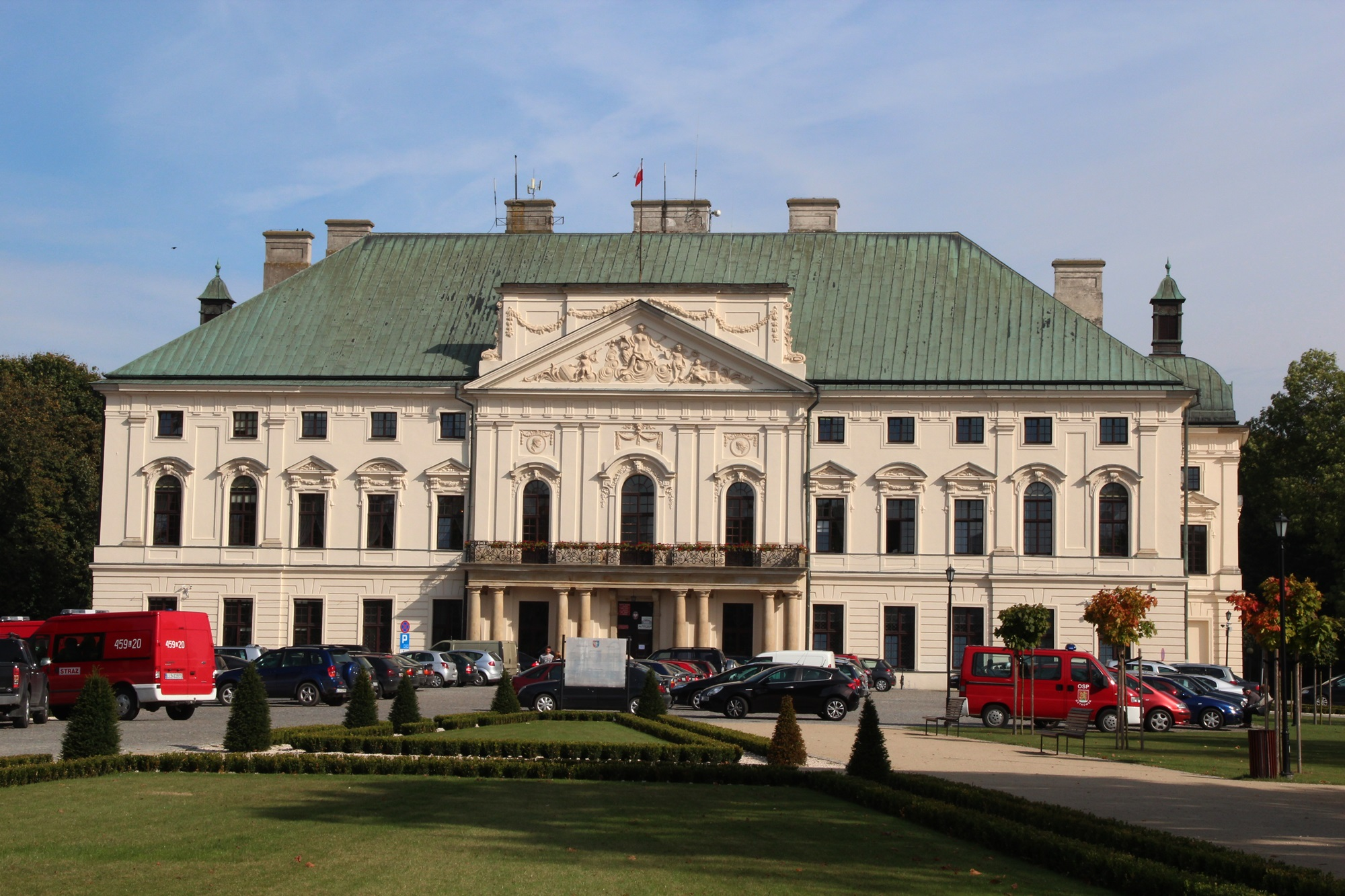
Palais Sanguszko du XVIIIe siècle.
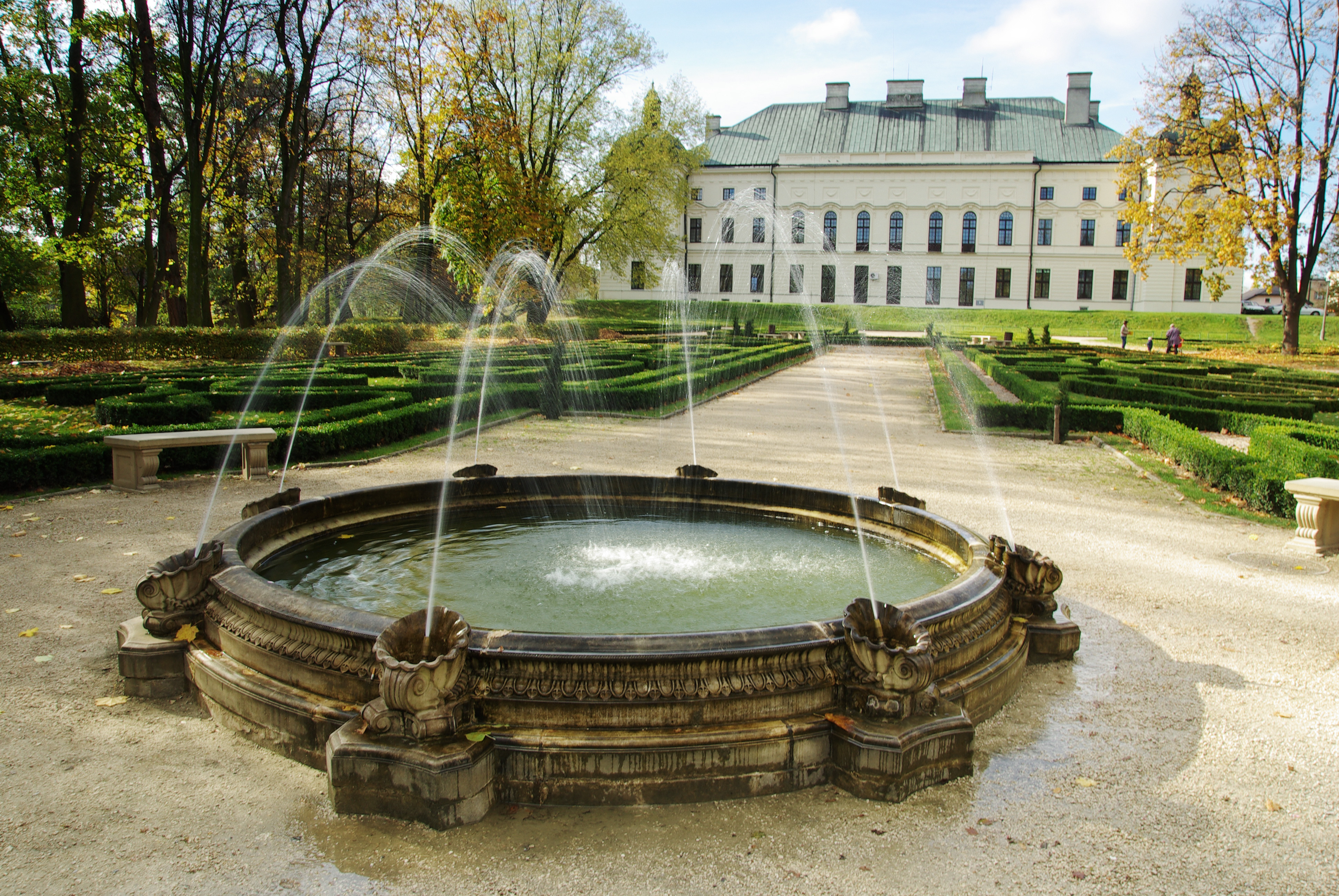
Palais (vue depuis les jardins).
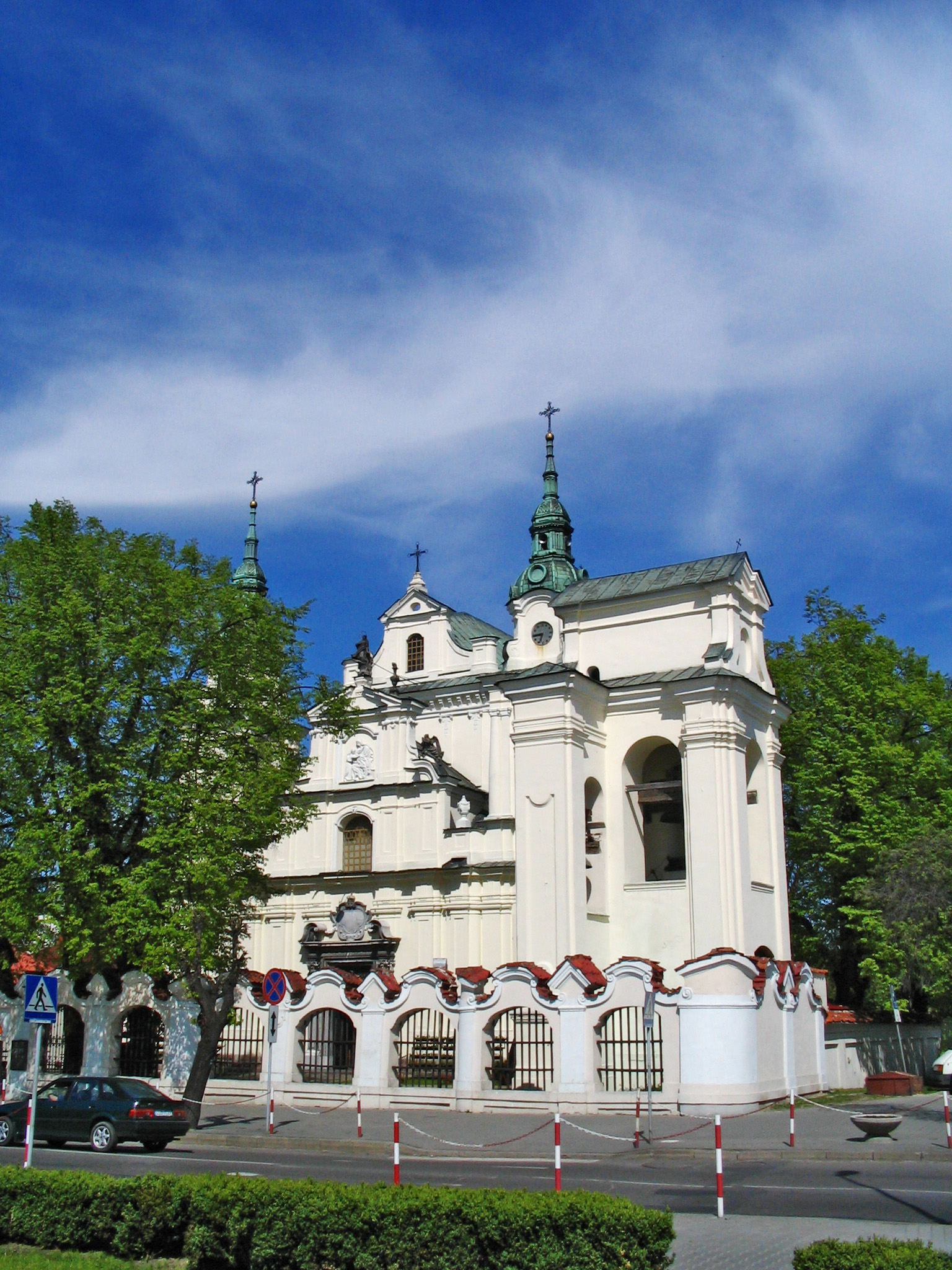
Basilique Sainte-Anne du XVIIIe siècle.
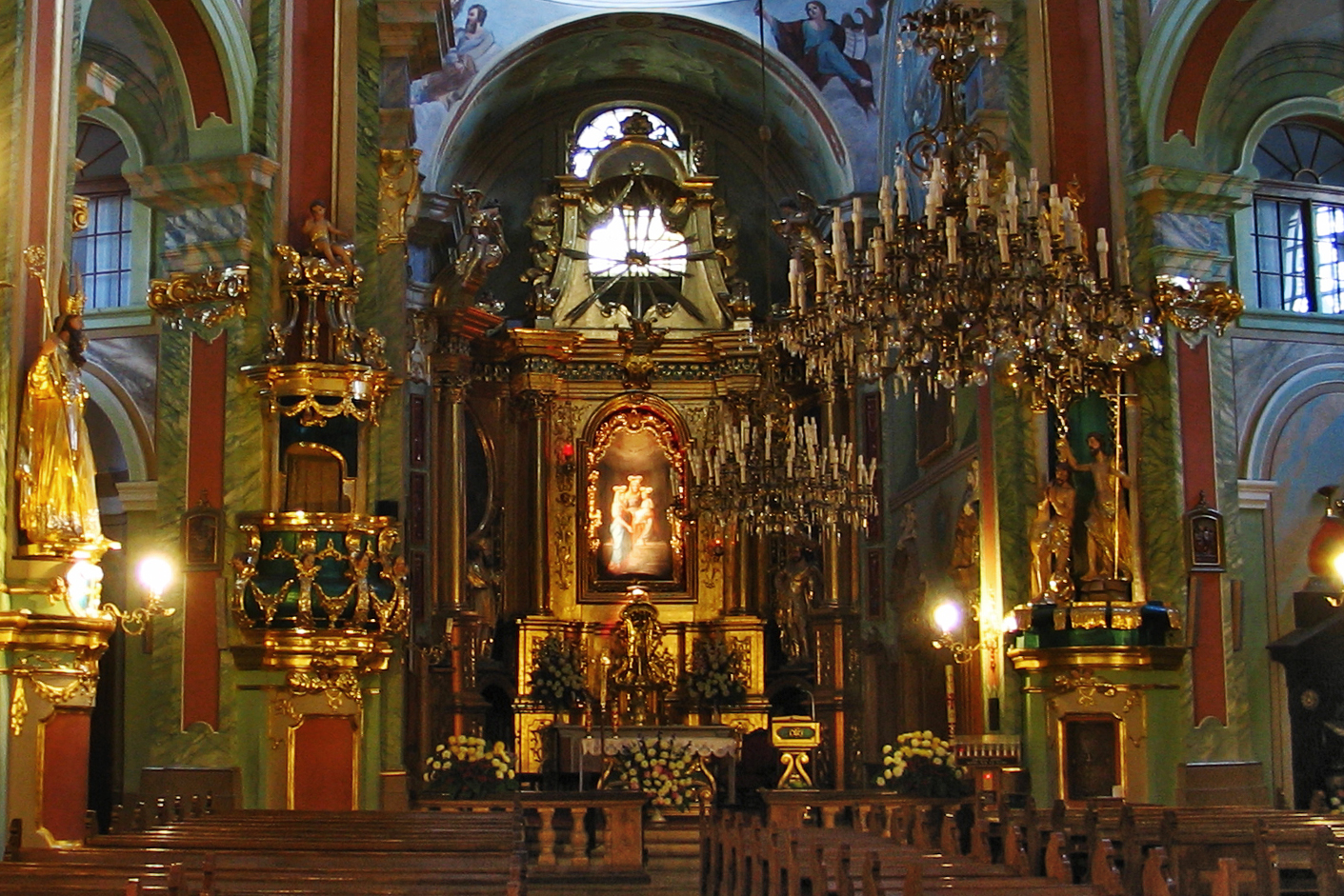
L'intérieur de l'église basilique Sainte Anne du XVIIIe siècle.
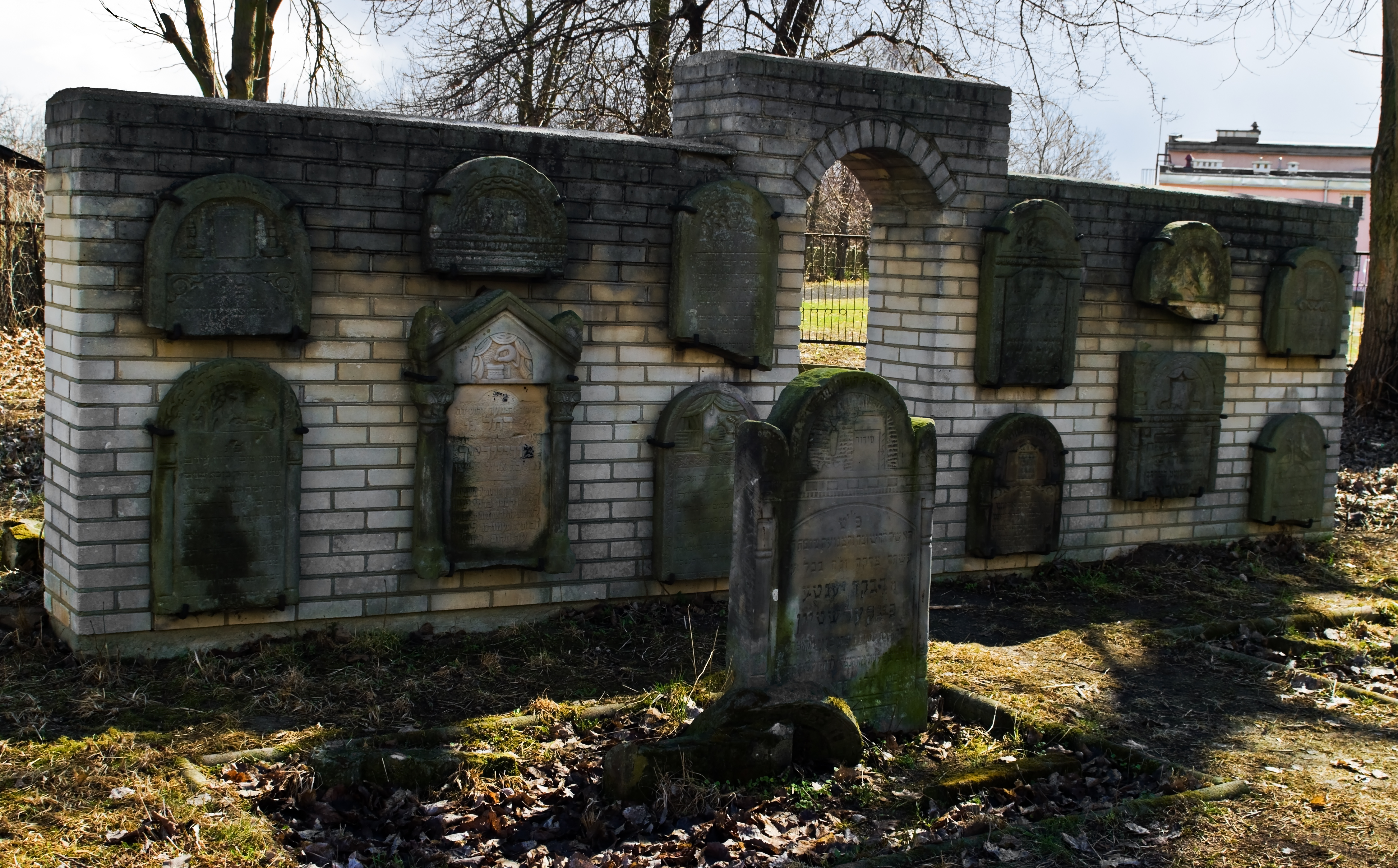
Cimetière juif.
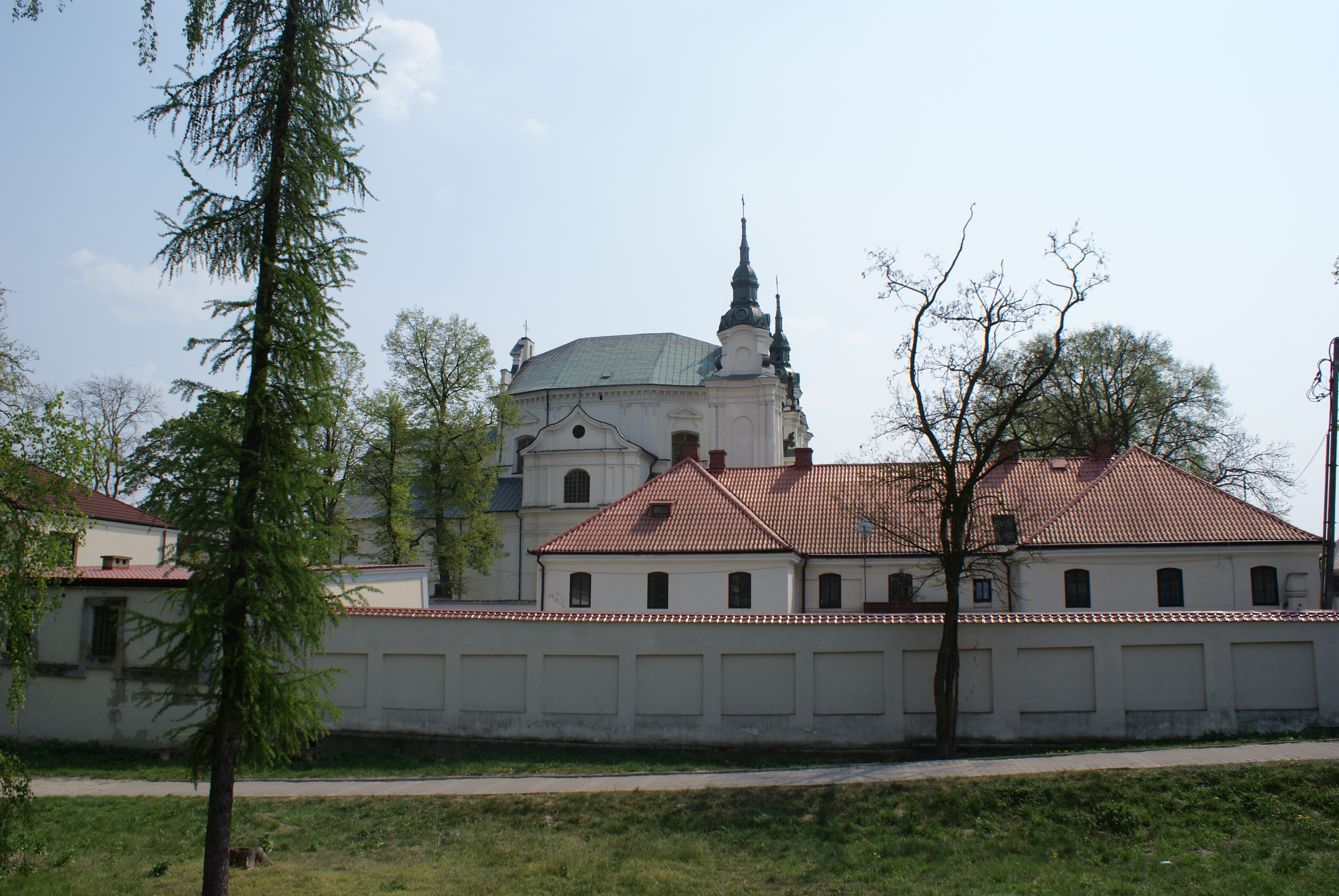
Monastère capucin.
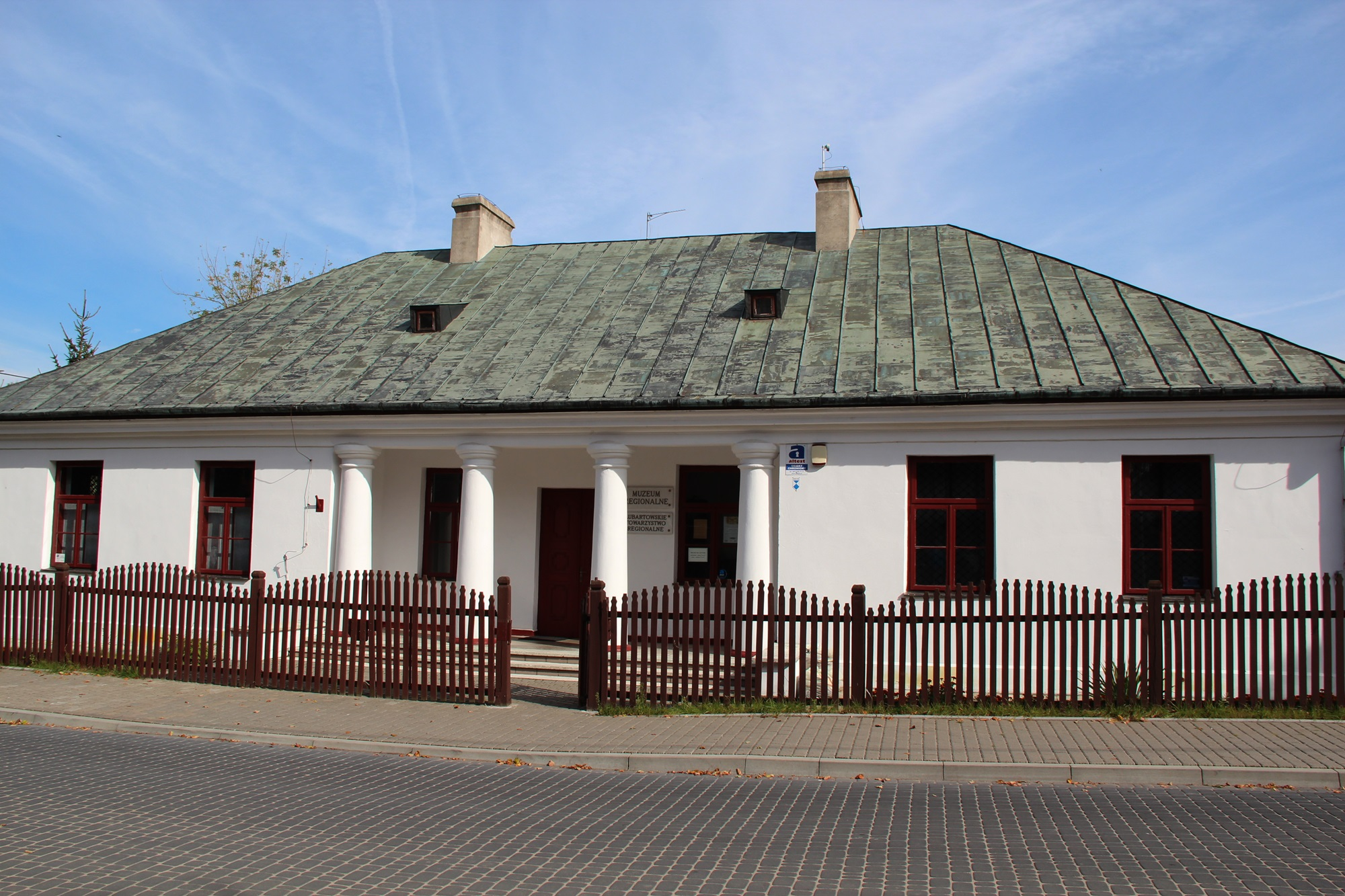
Le musée régional.
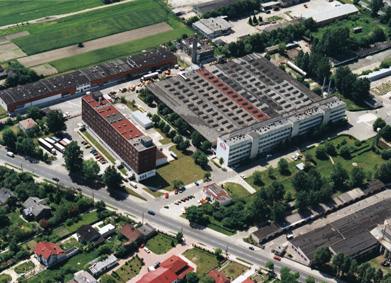
Société Roto Lubartów.